# Joke Jorritsma-van Oosten
Johanna Anthoinetta (Joke) Jorritsma-van Oosten (Enschede, 9 oktober 1941) is een Nederlands voormalig politicus van Democraten 66 (D66). Ze studeerde scheikunde aan de Rijksuniversiteit Leiden. Later werd ze lerares scheikunde en schooldecaan aan de v.w.o. Stedelijke Scholengemeenschap te Middelburg. Ze was van 1985 tot 1987 en van 1991 tot 1994 lid van de Provinciale Staten van Zeeland. Daarna was ze tot 1998 Tweede Kamerlid. Als parlementariër voerde ze het woord over de mogelijke sluiting van de kerncentrale in Borsele. Ook hield ze zich bezig met heffingen en belastingen op milieugebied.
- Parlement.com: vg09llld8opp